# Stockturm (Danzig)

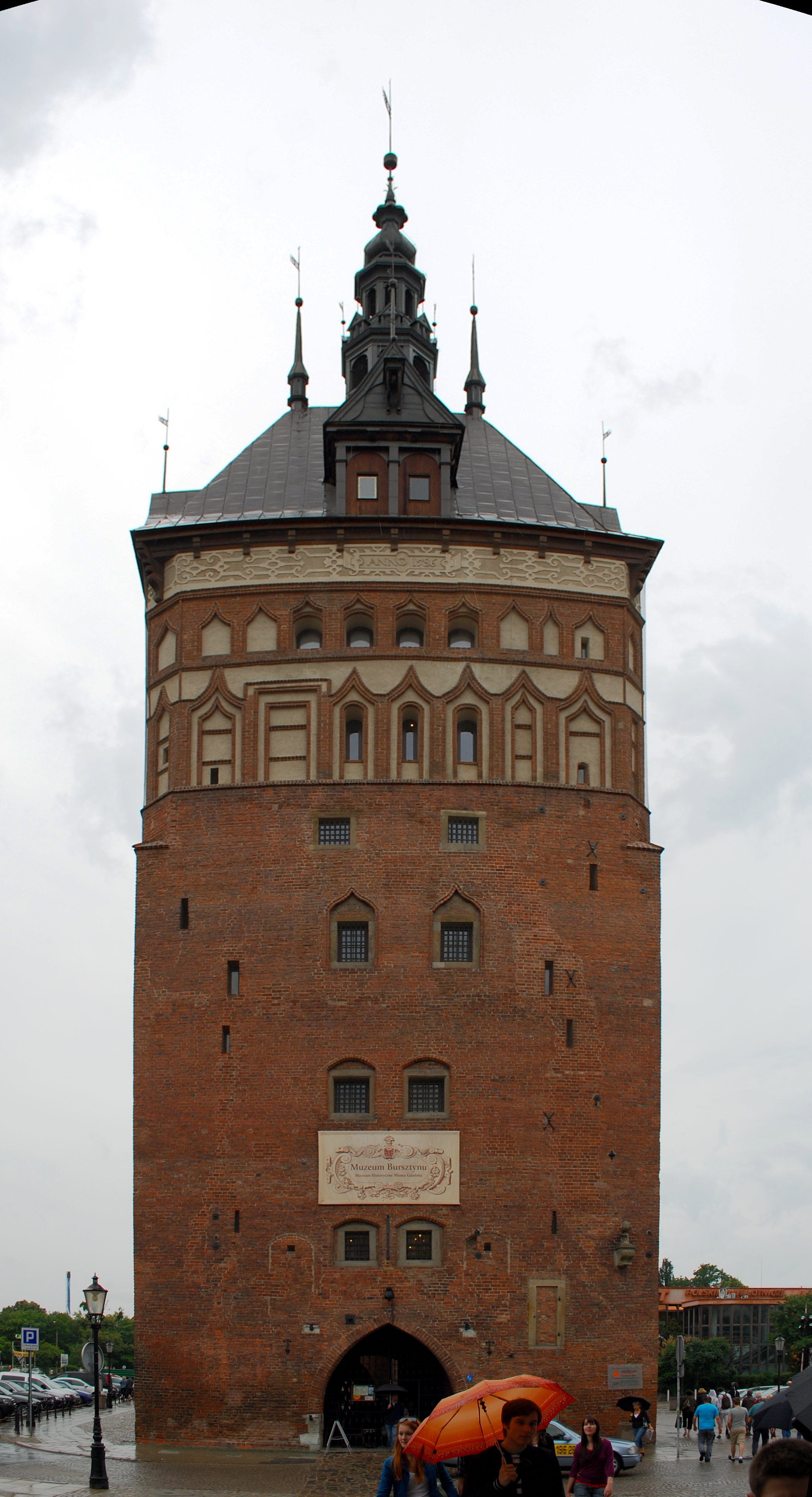
Stockturm (2011)

Der Stockturm (poln. Wieża Więzienna = Kerkerturm) entstand am Anfang des vierzehnten Jahrhunderts am Kohlenmarkt als Teil der Befestigungsanlagen der Danziger Rechtstadt. Mit dem Peinkammertor bildete er das Verteidigungswerk der Langgasse.
Die erste Aufstockung führte der Stadtbaumeister Heinrich Ungeradin durch. Er errichtete neben dem Langgasser Tor einen Turm mit Durchfahrt und einem rechteckigen Hof. Der Turm wurde 1379–1382 und 1416–1418 weiter aufgestockt. 1506–1509 errichtete Heinrich Hetzel ein weiteres Geschoss mit Kielbögenarkaden. Michael Enkinger krönte den Stockturm mit einem Zeltdach und schlanken Ecktürmchen. Das Zeltdach wurde während der Belagerung Danzigs durch den polnischen König Stefan Báthory 1577 verbrannt.
Der Stockturm wurde um 1594 von Anton van Obberghen umgebaut. Als er im Jahr 1604 seine Bedeutung als Teil der Befestigungsanlagen Danzigs verloren hatte, wurde er zum Gefängnis umfunktioniert.
Das Gebäude beherbergt eine Zweigstelle des Städtischen Historischen Museums der Stadt Danzig.

## Quelle
- Otto Kloeppel: Das Stadtbild von Danzig in 3 Jahrhunderten seiner großen Geschichte, Danzig 1937